# Walt Disney Treasures
Pour les articles homonymes, voir Treasure.
Walt Disney Treasures ou Les Trésors de Walt Disney ou Walt Disney : Les Trésors ou Trésors Disney (pour les éditions françaises) est une collection inaugurée en 2001 par la sortie de DVD regroupant l'intégralité des courts métrages classiques de Disney, certaines émissions ou films non réédités depuis leurs sorties. Elle inclut depuis 2006, quelques livres basés sur le même thème, aussi intitulé Walt Disney Treasures et publié par Gemstone Publishing.
Une série d'ouvrages écrite par Robert Tieman pour les Disney Editions peut aussi être associée à la série de DVD en raison de son caractère d'archives.
Chaque volume est agrémenté des commentaires du critique cinématographique Leonard Maltin, spécialisé dans l'animation et en particulier Disney. Les DVD sont regroupés par lots appelés vagues et édités annuellement vers décembre (aux États-Unis). Cette collection compte actuellement sept vagues en anglais mais seulement trois en français. Chaque coffret contient deux DVD, la version anglaise est sous coffret métallique numéroté (enrobant un boîtier plastique) ou simplement un boîtier plastique pour les rééditions tandis que la version française est sous digipack plastique à l'aspect métallisé.
En juin 2008, Disney France a décidé de rééditer les deux vagues françaises et d'éditer une troisième vague le tout en coffrets métalliques. Ces coffrets ne sont pas numérotés mais possèdent une fenêtre qui permet de voir le titre du DVD situé à l'intérieur. À la différence des boîtiers US, ceux français ont un intérieur en mousse et les DVD qui se chevauchent dans la boîte plastique.

## Vagues françaises
| Vague | Titre                                             | Date de sortie                                           | Type                                                                    |
| ----- | ------------------------------------------------- | -------------------------------------------------------- | ----------------------------------------------------------------------- |
| 1re   | Silly Symphonies Les contes musicaux              | 27 avril 2004 25 juin 2008 pour la version métallique    | Série Silly Symphonies                                                  |
| 1re   | Mickey Mouse Les années couleurs 1935 à 1938      | 27 avril 2004 25 juin 2008 pour la version métallique    | Série Mickey Mouse                                                      |
| 2e    | Mickey Mouse Les années couleurs 1939 à nos jours | 15 décembre 2004 25 juin 2008 pour la version métallique | Série Mickey Mouse                                                      |
| 2e    | Donald de A à Z - Volume 1 - 1934 à 1941          | 15 décembre 2004 25 juin 2008 pour la version métallique | Série Donald Duck                                                       |
| 3e    | Donald de A à Z - Volume 2 - 1942 à 1946          | 25 juin 2008                                             | Série Donald Duck                                                       |
| 3e    | L'Intégrale de Pluto 1931 à 1947                  | 25 juin 2008                                             | Série Pluto                                                             |
| 4e    | Donald de A à Z - Volume 3 - 1947 à 1950          | 20 mai 2009                                              | Série Donald Duck                                                       |
| 4e    | Oswald le lapin chanceux                          | 20 mai 2009                                              | Série Oswald le lapin chanceux                                          |
| 5e    | Les Trésors de Walt Disney - anthologie           | 21 octobre 2009                                          | Coffret métallique doré regroupant les quatre premières vagues (16 DVD) |
| 5e    | Dingo - l'intégrale                               | 8 décembre 2009                                          | Série Dingo                                                             |
| 6e    | Mickey Mouse - Les Années Noir et Blanc: Vol. 1   | 7 juillet 2010                                           | Série Mickey Mouse                                                      |
| 6e    | Mickey Mouse - Les Années Noir et Blanc: Vol. 2   | 7 juillet 2010                                           | Série Mickey Mouse                                                      |

En France, on dénombre quatre différents types de présentation qui se sont succédé en différentes vagues :
- la première vague est parue dans un format proche des éditions américaines, sous forme de fourreau métallique reprenant les titres américains (Walt Disney Treasures), et contenant un boîtier double amaray ; le fourreau métallique est sensiblement plus gros que celui de l'édition américaine. Cette édition est aujourd'hui retirée de la vente.
- à partir de la seconde vague, la collection paraît sous forme de digipack à l'apparence métallisée, sous le titre Les Trésors de Walt Disney. Cette édition est aujourd'hui retirée de la vente.
- la cinquième vague abandonne le format digipack et opte pour une présentation identique à l'édition américaine, sous forme de fourreau métallique contenant un boîtier amaray, scellée par une bague cartonnée.
- à partir de 2011, la collection est rééditée à prix réduit, sous format metalpak, un boîtier unique, métallique à l'extérieur, plastique à l'intérieur.

Certains courts-métrages ne sont pas disponibles dans les versions françaises, notamment Der Fuehrer's Face (non doublé en français) dans la série sur Donald,  Oscar du meilleur court-métrage d'animation pour 1942-1943.

## Vagues américaines
Les vagues américaines en coffret métallisés sont normalement annuelles.
On peut noter plusieurs exceptions :
- En 2004, il y a eu
  - l'édition de deux vagues (en mai et en décembre), aucune édition n'étant parue en 2003
  - un coffret regroupant les 7 DVD sous boîtiers plastiques des deux premières vagues
  - une réédition sans le coffret de chacun des DVD
- En 2007, l'édition en coffret métallique doré d'Oswald le lapin chanceux.
- En 2009,
  - l'édition en coffret métallique noir de Zorro
  - une édition exclusive dans un coffret métallique avec 54 DVD a été éditée mais est réservée aux membres du club D23.

| Vague | Titre                                                 | Date de sortie   | Nombre de coffrets numérotés | Type                                                          | Période couverte |
| ----- | ----------------------------------------------------- | ---------------- | ---------------------------- | ------------------------------------------------------------- | ---------------- |
| 1re   | Mickey Mouse in Living Color Volume 1                 | 4 décembre 2001  | 150 000                      | Série Mickey Mouse                                            | 1932-1939        |
| 1re   | Silly Symphonies                                      | 4 décembre 2001  | 150 000                      | Série Silly Symphonies                                        | 1929-1939        |
| 1re   | Disneyland USA                                        | 4 décembre 2001  | 150 000                      | Série Le Monde merveilleux de Disney/Disneyland               | 1954-1965        |
| 1re   | Davy Crockett: The Complete Televised Series          | 4 décembre 2001  | 150 000                      | Série Le Monde merveilleux de Disney - Davy Crockett          | 1954-1955        |
| 2e    | Mickey Mouse in Black & White Volume 1                | 3 décembre 2002  | 125 000                      | Série Mickey Mouse                                            | 1928-1935        |
| 2e    | The Complete Goofy                                    | 3 décembre 2002  | 125 000                      | Série Dingo                                                   | 1939-1995        |
| 2e    | Behind the Scenes at the Walt Disney Studio           | 3 décembre 2002  | 125 000                      |                                                               | 1937-1957        |
| 3e    | Mickey Mouse in Living Color Volume 2                 | 18 mai 2004      | 175 000                      | Série Mickey Mouse                                            | 1939-1995        |
| 3e    | The Chronological Donald                              | 18 mai 2004      | 165 000                      | Série Donald Duck                                             | 1934-1941        |
| 3e    | On the Front Lines                                    | 18 mai 2004      | 250 000                      |                                                               | 1941-1946        |
| 3e    | Walt's Tomorrowland                                   | 18 mai 2004      | 105 000                      | Série Le Monde merveilleux de Disney/Disneyland               | 1955-1966        |
| 4e    | Mickey Mouse in Black & White Volume 2                | 7 décembre 2004  | 175 000                      | Série Mickey Mouse                                            | 1928-1935        |
| 4e    | The Complete Pluto Volume 1                           | 7 décembre 2004  | 110 000                      | Série Pluto                                                   | 1930-1947        |
| 4e    | The Mickey Mouse Club                                 | 7 décembre 2004  | 130 000                      | Série The Mickey Mouse Club                                   | 1955             |
| 5e    | The Chronological Donald Volume 2                     | 6 décembre 2005  | 125 000                      | Série Donald Duck                                             | 1940-1956        |
| 5e    | Disney Rarities: Celebrated Shorts: 1920s - 1960s     | 6 décembre 2005  | 125 000                      | dont série Alice Comedies                                     | 1923-1962        |
| 5e    | The Adventures of Spin & Marty, The Mickey Mouse Club | 6 décembre 2005  | 125 000                      | Série The Mickey Mouse Club - Spin and Marty                  | 1955             |
| 5e    | Elfego Baca and The Swamp Fox: Legendary Heroes       | 6 décembre 2005  | 125 000                      | Série Le Monde merveilleux de Disney                          | 1958-1960        |
| Livre | Disney Comics: 75 Years of Innovation                 | 26 juillet 2006  |                              | 160 pages, publié par Gemstone (ISBN 1-888472-37-5)           | -                |
| 6e    | Silly Symphonies, Volume 2                            | 19 décembre 2006 | 65 000                       | Série Silly Symphonies                                        | 1929-1938        |
| 6e    | The Complete Pluto Volume 2                           | 19 décembre 2006 | 65 000                       | Série Pluto                                                   | 1943-1951        |
| 6e    | Your Host, Walt Disney                                | 19 décembre 2006 | 65 000                       | Série Le Monde merveilleux de Disney                          | 1956-1965        |
| 6e    | The Hardy Boys: The Applegate Mystery                 | 19 décembre 2006 | 65 000                       | Série The Mickey Mouse Club - The Hardy Boys                  | 1956             |
| Livre | Uncle Scrooge: A Little Something Special             | 28 novembre 2007 |                              | 160 pages, publié par Gemstone (ISBN 1-888472-88-X)           | -                |
| 7e    | Disneyland: Secrets, Stories & Magic                  | 11 décembre 2007 | 50 000                       | Série Disneyland                                              | 1955-2007        |
| 7e    | The Chronological Donald, Volume Three                | 11 décembre 2007 | 50 000                       | Série Donald Duck                                             | 1946-1950        |
| 7e    | The Adventures of Oswald the Lucky Rabbit             | 11 décembre 2007 | 120 000                      | Série Oswald le lapin chanceux (production Disney uniquement) | 1925-1999        |
| 8e    | The Chronological Donald, Volume Four                 | 11 novembre 2008 | 39 500                       | Série Donald Duck                                             | 1951-2001        |
| 8e    | Dr. Syn, Alias The Scarecrow                          | 11 novembre 2008 | 39 500                       | Série Le Monde merveilleux de Disney                          | 1964-1975        |
| 8e    | Mickey Mouse Club Presents: Annette                   | 11 novembre 2008 | 39 500                       | Série The Mickey Mouse Club - Annette                         | 1958-1958        |
| 9e    | Zorro: The Complete First Season                      | 3 novembre 2009  | 30 000                       | Série Zorro                                                   | 1957-1958        |
| 9e    | Zorro: The Complete Second Season                     | 3 novembre 2009  | 30 000                       | Série Zorro                                                   | 1958-1959        |

## Les ouvrages de Robert Tieman
- (en) Robert Tieman, The Disney Treasures, 2003 [détail de l’édition]
  - Robert Tieman (trad. Marie-Hélène Demillière), Les Trésors de Disney, 2006 [détail de l’édition]
- (en) Robert Tieman, The Disney Keepsakes, 2005 [détail de l’édition]
- (en) Robert Tieman, The Mickey Mouse Treasures [détail de l’édition]

## Source
- (en) Guide to Walt Disney Treasures